# Jason Hobson
Pour les articles homonymes, voir Hobson.
Pas d'image ? Cliquez ici

a Compétitions nationales et continentales officielles uniquement.

b Matchs officiels uniquement.
Dernière mise à jour le 3 novembre 2021.
Jason Hobson, né le 10 février 1983 à Swansea (Pays de Galles), est un joueur international anglais de rugby à XV jouant au poste de pilier droit.

## Statistiques en équipe nationale
- Équipe d'Angleterre A : 2008 il y fait ses débuts contre l'Irlande A à Welford Road Stadium, Leicester.

- Équipe d'Angleterre : 1 sélection en 2008, face à la Nouvelle-Zélande